# Dolnje Retje
Dolnje Retje – wieś w Słowenii, w gminie Velike Lašče. W 2018 roku liczyła 60 mieszkańców.